# Neil Innes
Neil James Innes (ur. 9 grudnia 1944 w Danbury, zm. 29 grudnia 2019 w okolicach Tuluzy) – angielski aktor, kompozytor i autor tekstów piosenek. 
Stworzył wiele przebojów m.in. „I'm the Urban Spaceman”. W latach siedemdziesiątych współpracował z angielską grupą komików – Monty Python. Pisał dla nich piosenki, w wielu przypadkach również je wykonywał. Wraz z Erikiem Idle wystąpił w filmie The Rutles stanowiącym parodię filmów, piosenek i historii zespołu The Beatles.
Scenarzysta, kompozytor oraz narrator w serialu animowanym Szmacianki.